# Garachico
Garachico er en by og kommune i det sydvestlige Spanien på øen Tenerife i provinsen Santa Cruz de Tenerife, De Kanariske Øer. Den har et indbyggertal på 4.924 (2024) indbyggere og ligger neden for en over 500 m høj klippeskrænt ved havet.
Garachico består primært af ældre bygninger, der enten er renoverede eller trænger til dette. Der er mange små gyder og krogede veje, og kystlinjen omkring byen er barsk, men med små afskærmede vandområder, hvor man kan bade. Byen fik sit navn efter klippeøen Roque de Garachico.  Gara betyder ø på det uddøde kanariske sprog guanche og spanierne tilførte chico – lille, som blev til Garachico.
Byens historie er præget af den aktive vulkan Teide, der ligger mod sydøst. Den har flere gange i historien haft udbrud, der har haft katastrofale følger for byen. Ikke mindst udbruddet i 1706, der varede flere uger og ødelagde den gamle havn og dermed meget af byens økonomiske grundlag.

## Historie
Byen Garachico med sin havn blev lige efter Tenerife erobring i 1496, grundlagt af Ponte-familien, der i 1499 fik foræret store landområder af den kolonisator Alonso Fernández de Lugo, 
fordi familien havde været med til at finansiere den erobring. Byens første økonomiske grundlag var sukkerrør og den forarbejdning.
1520 begyndte man at bygge hovedkirken Ermita de Santa Ana. I en tilbygning til kirken befinder der sig i nutiden et lille museum med sakrale objekter (kultiske hellige ting). I det 16. og 16. århundrede udviklede Garachico sig til at være øens vigtigste havn. For at sikre byen mod engelske fribyttere, byggede man  i 1575 den også i nutiden intakte  havnefæstning Castillo de San Miguel. Vigtig for datidens økonomi i byen var eksporten af vine af druen Malvasia til England. Den driftige handelsbys gode økonomi gennem de forskellige epoker tillod at der blev bygget mange klostre; i det 18. århundrede eksisterede" der fem klosterfællesskaber.
1601 blev byens indbyggere næsten udryddet af pest og i 1645 forårsagede en stormflod ca. 80 menneskers død og 40 skibes undergang.  En negativ virkning havde også uroligheder som opstod i 1666, da lokale oprørte indbyggere i byens havn ødelagde engelske købmænds vintønder lige før udskibningen. 1697 blev byen ramt af en stor brand, som ødelagde over hundrede huse.
Den 5. maj 1706 sluttede Garachicos betydning som handelscentrum med den højt over byen beliggende vulkan Montaña del Estrechos udbrud. De flydende lavamasser ødelagde store dele af havnen. Skånet af lavaen blev klosterkirken San Francisco fra det 16. århundrede og byens ældste bygning, ved Plaza Glorieta de San Francisco. Derefter flyttede de handelene til Puerto de la Orotava, det nutidige Puerto de la Cruz. Mange af indbyggerne blev fattige og udvandrede til de dengang spanske kolonier i Amerika. 
1905 blev byen ramt af jordskælv. Og så sent som i 1987 blev den ramt af en 10 meter høj flodbølge.
2012 blev en ny havn for fiskeri og privatbåde indviet. Havnen er på havsiden beskyttet af en stor mole. 

## Seværdigheder
Garachico er idyllisk med sine hvidkalkede og farvede huse, kirker, vinbodegaer, bagerier, kunstgallerier, småbutikker og restauranter. Stræder, torve, kirker og den trafikfrie fodgængerzone. 
- I klosterkirken San Francisco ses træhjørnerne i Mujédarstilen og flere skulpturer.
- et tidligere kloster huser i dag rådhuset og bymuseet med en klassisk kanarisk indre gård med palmer og gallerier. Museet viser også, at der ikke kun blev tjent penge på eksport af vin, men også med "det sorte guld", slavehandelen.
- Foran Castillo de San Miguel blev lava-klipperne befæstiget og forsynet med vandrestier. Her er der også indrettet havsvømmebad.
- Kirken Santa Ana fra det 18. århundrede. Den tidligere kirke blev 1706 ødelagt af lavamasserne. I en tilbygning til kirken befinder der sig et lille museum.
- Vejen Calle Esteban Ponte forløber parallelt med kystvejen og huser hotellet San Roque i to restaurede herrehuse som tilhørtr Ponte familien.
- Fra rådhuset går vandrevejen TF-43 op til et udsigt punkt med blik over byen og havet.